# Manasi He
Der Manasi He (chinesisch 玛纳斯河, Pinyin Mǎnàsī hé) ist ein Fluss im Autonomen Gebiet Xinjiang im Nordwesten der Volksrepublik China.
Der Manasi He entsteht im Borochoro-Gebirgszug am Zusammenfluss mehrerer Quellflüsse. Er fließt in nördlicher Richtung durch das  im östlichen Teil des Tian Shan gelegene Gebirge. Er erreicht das Dsungarische Becken und durchfließt die Großstadt Shihezi. Anschließend wird er zum Jiahezi-Stausee aufgestaut. Der historische Flusslauf führt weiter nach Norden durch die Gurbantünggüt-Wüste und endet in dem abflusslosen See Manasi Hu. Der Manasi He hat eine Länge von 402 km.
Es wird zu Bewässerungszwecken und zur Wasserversorgung Wasser dem Fluss entnommen.